# جيمي جونز (منتج أسطوانات)
جيمي جونز (بالإنجليزية: Jamie Jones)‏ (و. 1980  م) هو منتج أسطوانات، ودي جيه، وملحن من المملكة المتحدة، وويلز، ولد في ويلز.

## روابط خارجية
- جيمي جونز على موقع ميوزك برينز (الإنجليزية)
- جيمي جونز على موقع رولينغ ستون (الإنجليزية)
- جيمي جونز على موقع أول ميوزيك (الإنجليزية)
- جيمي جونز على موقع ديسكوغز (الإنجليزية)